# أولاد إبراهيم (حرارة)
أولاد إبراهيم هي إحدى مشيخات المملكة المغربية، تتبع جغرافيا لإقليم آسفي وإداريًا لحرارة. يقدر عدد سكانها بـ 5900 نسمة حسب الإحصاء الرسمي للسكان والسكنى لسنة 2004.